# Assuania thalhammeri
Assuania thalhammeri är en tvåvingeart som först beskrevs av Gabriel Strobl 1893.  Assuania thalhammeri ingår i släktet Assuania och familjen fritflugor. Inga underarter finns listade i Catalogue of Life.